# Henry (unidade)
O henry (símbolo H) é a unidade do Sistema Internacional de Unidades de indutância, nome dado em homenagem ao cientista norte-americano Joseph Henry.
Quando a taxa de variação da corrente elétrica no circuito é um ampère por segundo (1 A/s) e a força eletromotriz resultante é de um volt (1 V), a indutância do circuito é de um henry (1 H).
O henry tem a dimensão de {\displaystyle Wb\cdot A^{-1}=V\cdot A^{-1}\cdot s=m^{2}\cdot kg\cdot s^{-2}\cdot A^{-2}} em unidades SI, e também pode ser determinado pelas seguintes igualdades:
{\displaystyle {\mbox{H}}={\dfrac {{\mbox{kg}}\cdot {\mbox{m}}^{2}}{{\mbox{s}}^{2}\cdot {\mbox{A}}^{2}}}={\dfrac {{\mbox{kg}}\cdot {\mbox{m}}^{2}}{{\mbox{C}}^{2}}}={\dfrac {\mbox{J}}{{\mbox{A}}^{2}}}={\dfrac {{\mbox{T}}\cdot {\mbox{m}}^{2}}{\mbox{A}}}={\dfrac {\mbox{Wb}}{\mbox{A}}}={\dfrac {{\mbox{V}}\cdot {\mbox{s}}}{\mbox{A}}}={\dfrac {{\mbox{s}}^{2}}{\mbox{F}}}={\dfrac {\mbox{1}}{{\mbox{F}}\cdot {\mbox{Hz}}^{2}}}=\Omega \cdot {\mbox{s}}}
onde Coulomb (C), farad (F), joule (J), weber (Wb), tesla (T), volt (V), Hertz (Hz), e ohm (Ω).

## Múltiplos do SI
| Múltiplo | Nome       | Símbolo |  | Submúltiplo | Nome       | Símbolo |
| -------- | ---------- | ------- |  | ----------- | ---------- | ------- |
| 100      | henry      | H       |  |             |            |         |
| 101      | decahenry  | daH     |  | 10–1        | decihenry  | dH      |
| 102      | hectohenry | hH      |  | 10–2        | centihenry | cH      |
| 103      | quilohenry | kH      |  | 10–3        | milihenry  | mH      |
| 106      | megahenry  | MH      |  | 10–6        | microhenry | µH      |
| 109      | gigahenry  | GH      |  | 10–9        | nanohenry  | nH      |
| 1012     | terahenry  | TH      |  | 10–12       | picohenry  | pH      |
| 1015     | petahenry  | PH      |  | 10–15       | femtohenry | fH      |
| 1018     | exahenry   | EH      |  | 10–18       | attohenry  | aH      |
| 1021     | zettahenry | ZH      |  | 10–21       | zeptohenry | zH      |
| 1024     | yottahenry | YH      |  | 10–24       | yoctohenry | yH      |